# Giacomo Parvopassu
Giacomo Ernesto Parvopassu (Torino, 4 gennaio 1878 – Torino, 22 marzo 1936) è stato un avvocato e dirigente sportivo italiano, sesto presidente della Juventus.

## Storia
Di professione avvocato, Parvopassu fu anche presidente della società di calcio Juventus dal 1903 al 1904. 
Durante la sua presidenza, che seguì quella di Carlo Favale, la Juventus adottò la maglia bianconera, la quale è la divisa ufficiale ancora oggi, scelta come un simbolo di «semplicità, austerità, aggressività ed eleganza». In contemporanea la sede sociale venne trasferita da Via Gasometro 14 a Via Pastrengo.
In campionato la squadra arriverà in finale dove si arrese al Genoa per 3-0.; successivamente vinse il Torneo di Trino Vercellese (un triangolare) ed il quadrangolare "Coppa Città di Torino". Nel 1904 il campo di gioco si trasferì dalla Piazza d'Armi al Velodromo Umberto I, dotato finalmente di tribune. Per la prima volta fu organizzata una trasferta internazionale, a Losanna, in Svizzera, mentre in campionato si aggiudicò di nuovo il secondo posto, perdendo  nuovamente contro il Genoa, questa volta 1-0. Al termine della stagione al Velodromo Umberto I si giocò la Coppa Universitaria, un torneo pionieristico di prestigio internazionale, in cui la Juventus travolse, in partita secca, l'Olympique Lione per 9-1.
Lasciò la carica di presidente all'imprenditore di origine svizzera Alfred Dick.